# 25 Camelopardalis
25 Camelopardalis är en vit stjärna i stjärnbilden Kusken. Stjärnan har visuell magnitud +6,94 och är inte synlig för blotta ögat.
Den engelske astronomen John Flamsteed katalogiserade den som 25 Camelopardali Heveliana i sin sammanställning av Flamsteed-objekt. Namnet har tidvis fortsatt att användas fastän stjärnan inte ligger inom Giraffens stjärnbild (Camelopardalis på latin), utan i Kusken. Stjärnan anges ofta med sin HD-beteckning, som är HD 37735.